# 山形県道54号貫見間沢線
山形県道54号貫見間沢線（やまがたけんどう54ごう ぬくみまざわせん）は、山形県西村山郡大江町から西村山郡西川町に至る県道（主要地方道）である。

## 概要
西村山郡大江町貫見から同郡西川町間沢に至る。西川町沼山から終点までの区間は県道26号と重複する。
大江町貫見の貫見郵便局前から西川町沼山の長沼大沼森林公園付近まで車両の通行が極めて困難なほど狭く、路面も荒れている。また、大江町と西川町の町境付近は車両の通行ができないほどのダート区間となっている。

### 路線データ
- 起点：山形県西村山郡大江町貫見（山形県道27号大江西川線交点）
- 終点：山形県西村山郡西川町間沢（国道112号交点、山形県道26号寒河江西川線重複区間）

## 歴史
- 1993年（平成5年）5月11日 - 建設省から、県道貫見間沢線が貫見間沢線として主要地方道に指定される[2]。

## 路線状況

### 重複区間
- 山形県道291号小山海味線（西川町沼山地内）
- 山形県道26号寒河江西川線（西川町沼山 - 間沢、終点）

## 地理

### 通過する自治体
- 西村山郡
  - 大江町
  - 西川町

### 交差する道路
- 山形県道27号大江西川線（大江町貫見、起点 ）
- 山形県道291号小山海味線（西川町沼山）
- 山形県道26号寒河江西川線（西川町沼山）
- 国道112号（西川町間沢、終点）